# Bóitsevo
Bóitsevo (en rus: Бойцево) és un poble de l'óblast de Vladímir, a Rússia, segons el cens del 2010 tenia 70 habitants. Pertany al districte municipal de Mélenki.